# Падевичи
Паде́вичи (бел. Падзевічы) — деревня в составе Запольского сельсовета Белыничского района Могилёвской области.
В деревне находится совхоз «Падевичи».

## Географическое положение
Ближайшие населённые пункты: Замочулье, Маковка, Дальний, Добриловичи.